# ۴۴۶ (میلادی)
۴۴۶ (میلادی) چهارصد و چهل و ششمین سال تقویم میلادی است.

## درگذشتگان
‎